# Большой Варгуль
Большой Варгуль — ручей в России, протекает по Архангельской области. Устье реки находится в 38 км по левому берегу реки Ленка. Длина реки составляет 12 км.

## Данные водного реестра
По данным государственного водного реестра России относится к Двинско-Печорскому бассейновому округу, водохозяйственный участок реки — Вычегда от города Сыктывкар и до устья, речной подбассейн реки — Вычегда. Речной бассейн реки — Северная Двина.
Код объекта в государственном водном реестре — 03020200212103000023771.